# 蕭特末
蕭特末（?—11世纪?），字何寧，遼朝官员。
出身于拔里大父房，哥哥蕭和尚。辽圣宗太平年間，累進安東軍節度使，以有能力知名。太平十一年（1031年），召還任左祗候郎君班詳穏。转任左夷離畢。辽兴宗重熙十年（1041年），担任北院宣徽使。十一年（1042年）和劉六符出使北宋，索要宋朝割让瓦橋关以南10县。宋朝要求以增岁币银10万两、絹10万疋取代10县。归国后加同政事門下平章事。诏命他在西南渾底甸築城，任務结束后归還，再任北院宣徽使，之后去世。